# Ceratina mexicana
Ceratina mexicana är en biart som beskrevs av Cresson 1878. Ceratina mexicana ingår i släktet märgbin, och familjen långtungebin.

## Underarter
Arten delas in i följande underarter:
- C. m. currani
- C. m. mexicana